# Crossotus albicollis
Crossotus albicollis là một loài bọ cánh cứng trong họ Cerambycidae.